# Grabówek (Varmia y Masuria)
Grabówek [pronunciación en polaco: /ɡraˈbuvɛk/] es un asentamiento en el distrito administrativo de Gmina Mikołajki, dentro del Distrito de Mrągowo, Voivodato de Varmia y Masuria, en el norte de Polonia. Se encuentra aproximadamente 10 kilómetros al noreste de Mikołajki, 27 kilómetros al este de Mrągowo, y 80 kilómetros al este de la capital regional, Olsztyn.
Hasta 1945 el área era parte de Alemania (Prusia Oriental).
El asentamiento tiene una población de 200 habitantes.